# Koschelewo (Kaliningrad)
Koschelewo (russisch Кошелево, deutsch Kaschelen, 1938–1945 Kasseln, sowie Patilszen, 1936–1938 Patilschen, 1938–1945 Tilsen, litauisch Kašeliai sowie Patilžė) ist ein an der Tilse (heute russisch: Tylscha) gelegener Ort in der russischen Oblast Kaliningrad. Er gehört zur kommunalen Selbstverwaltungseinheit Stadtkreis Tschernjachowsk im Rajon Tschernjachowsk. Die Ortsstelle Patiszen/Tilsen ist verlassen.

## Geographische Lage
Koschelewo liegt etwa 20 Kilometer nördlich der Stadt Tschernjachowsk (Insterburg) und ist über Nebenstraßen und Landwege von Worotynowka (Szierandszen/Schierandschen, 1938–1946 Schierheide) bzw. Pokrowskoje (Buttkuhnen, 1938–1946 Tilsental) aus zu erreichen. Die nächste Bahnstation ist Wischnjowoje (Paballen, 1938–1946 Werfen) an der Bahnstrecke Tschernjachowsk–Sowetsk (Insterburg–Tilsit). Bis 1945 bestand auch Bahnanbindung über den Nachbarort Moulienen (1938–1946 Moulinen) an den Bahnstrecken Insterburg–Kraupischken (1938–1946 Breitenstein) sowie Ragnit–Kraupischken der Insterburger Kleinbahnen, die beide heute nicht mehr betrieben werden.

## Geschichte

### Kaschelen (Kasseln)
Die Ortschaft mit dem früheren Namen Kaschelen liegt am westlichen Tilse-Ufer und ist 29 Kilometer von der einstigen Kreisstadt Tilsit (heute russisch: Sowetsk) entfernt. Im Jahre 1874 wurde der Ort in den neu errichteten Amtsbezirk Moulienen (1938–1946 Moulinen, heute russisch: Michailowka) eingegliedert, der bis 1922 zum Kreis Ragnit, danach zum Landkreis Tilsit-Ragnit im Regierungsbezirk Gumbinnen der preußischen Provinz Ostpreußen gehörte. Im Jahre 1910 lebten in Kaschälen 59 Einwohner. Ihre Zahl betrug 1933 noch 56 und belief sich 1939 auf 47.
Am 3. Juni 1938 wurde Kaschelen in „Kasseln“ umbenannt. Die amtliche Bestätigung erfolgte am 16. Juli 1938.
Im Jahre 1945 wurde der Ort in Folge des Zweiten Weltkrieges mit dem nördlichen Ostpreußen der Sowjetunion zugeordnet.

### Patilszen/Patilschen (Tilsen)
Am östlichen Ufer der Tilse liegt das Dorf mit dem früheren Namen Patilszen bzw. Patilschen. Bis zur einstigen Kreisstadt Tilsit (Sowetsk) sind es 26 Kilometer. Im Jahre 1874 wurde Patilszen ebenfalls dem Amtsbezirk Moulienen (1938–1946 Moulinen, heute russisch: Michailowka) zugeordnet und gehörte so zum Kreis Ragnit, von 1922 bis 1945 zum Landkreis Tilsit-Ragnit im Regierungsbezirk Gumbinnen der preußischen Provinz Ostpreußen. 65 Einwohner waren im Jahre 1910 hier registriert. Ihre Zahl sank bis 1933 auf 57 und betrug 1939 noch 59. Am 17. September 1936 wurde die Namensschreibweise von Patilszen in „Patilschen“ geändert  und am 3. Juni 1938 erfolgte die Umbenennung in „Tilsen“. Im Jahre 1945 kam auch dieser Ort zur Sowjetunion.

### Koschelewo
Im Jahre 1950 wurden die beiden Orte Kaschelen/Kasseln und Patilszen/Tilsen unter dem russischen Namen Koschelewo zusammengefasst. Gleichzeitig wurde Koschelewo in den Dorfsowjet Kaluschski selski Sowet im Rajon Tschernjachowsk eingegliedert. Von 2008 bis 2015 gehörte der Ort zur Landgemeinde Kaluschskoje selskoje posselenije und seither zum Stadtkreis Tschernjachowsk.

## Kirche
Kirchlich war die mehrheitlich evangelische Bevölkerung beider Ortschaften in das Kirchspiel der Kirche Kraupischken (1938–1946 Breitenstein) eingepfarrt. Sie gehörte zum Superintendenturbezirk Ragnit (heute russisch: Neman) im Kirchenkreis Tilsit-Ragnit in der Kirchenprovinz Ostpreußen der Kirche der Altpreußischen Union. Heute liegt Koschelewo im Einzugsbereich der in den q990er Jahren neu entstandenen evangelisch-lutherischen Gemeinde in Schtschegly (Saugwethen, 1938–1946 Saugehnen) innerhalb der Kirchenregion Tschernjachowsk (Insterburg) in der Propstei Kaliningrad der Evangelisch-lutherischen Kirche Europäisches Russland.